# Asienspiele 2022/Baseball
Bei den Asienspielen 2022 wurde vom 26. September bis 7. Oktober 2023 ein Turner der Männer im Baseball ausgetragen. Austragungsort war das Shaoxing Baseball and Softball Sports Culture Center.
In dem neun Mannschaften umfassenden Teilnehmerfeld setzten sich die Mannschaften Japans, Chinas, Chinesisch Taipehs und Südkoreas in den beiden Vorrundengruppen und erreichten die sogenannte Superrunde, in der die vier Mannschaften im Round-Robin-Modus gegeneinander antraten. Chinesisch Taipeh und Südkorea belegten die beiden vorderen Plätze und trafen in einer erneuten Partie aufeinander, in der sich die Südkoreaner mit 2:0 gegen Chinesisch Taipeh durchsetzten. Bronze gewann Japan, dessen Spieler im Spiel um Bronze die Chinesen mit 4:3 besiegten.

## Bilanz

### Medaillenspiegel
| Platz  | Land              | Gold | Silber | Bronze | Gesamt |
| ------ | ----------------- | ---- | ------ | ------ | ------ |
| 1      | Südkorea          | 1    | —      | —      | 1      |
| 2      | Chinesisch Taipeh | —    | 1      | —      | 1      |
| 3      | Japan             | —    | —      | 1      | 1      |
| Gesamt | Gesamt            | 1    | 1      | 1      | 3      |

### Medaillengewinner
| Gold | Silber | Bronze |
| --- | --- | --- |
| SüdkoreaMoon Dong-ju Park Seong-han Kim Hye-seong Kim Ju-won Roh Si-hwan Kim Seong-yoon Moon Bo-gyeong Jang Hyun-seok Jung Woo-young Kim Young-kyu Won Tae-in Go Woo-suk Park Se-woong Kim Dong-heon Kim Hyung-jun Choi Won-jun Choi Ji-min Na Gyu-nan Gwak Be-en Kang Baek-ho Choi Ji-hoon Kim Ji-chan Park Yeong-hyun Yoon Dong-hee | Chinesisch TaipehChen Min-sih Lin Tzu-hao Lin Tzu-wei Li I-wei Liao Chun-kai Cheng Tsung-che Lin Chia-cheng Gu Lin Ruei-yang Liu Chih-jung Wu Sheng-feng Wang Yan-cheng Shen Hao-Wei Wu Nien-ting Lee Hao-Yu Chen Po-yu Lin Yu-mi Cheng Hao-chun Lai Po-wei Yang Chen-yu Wang Cheng-hao Lin An-ko Lin Li Dai Pei-fong Pan Wen-hui | JapanKazuya Shimokawa Toshifumi Kaneko Shōji Kitamura Naoya Mochizuki Hisaya Nammoku Hiroki Nakagawa Motoki Mukoyama Jin Nakamura Masashi Maruyama Mizuki Kato Yoshiki Fuchigami Kisho Iwamoto Makoto Hori Yuki Katayama Katsutoshi Satake Shuichiro Kayo Shunya Morita Takehiro Tsujino Kōhei Sasagawa Tatsuhiko Satoh Seifu Suzuki Ryō Kinami Ryūga Ihara Junichi Tazawa |